# Слюсар Сергій Павлович
Слюсар Сергій Павлович (нар. 5 березня 1980, м. Торецьк Донецької області) — забійник на відбійних молотках відокремленого підрозділу «Шахта „Північна“» державного підприємства «Дзержинськвугілля» Міністерства енергетики та вугільної промисловості України (Донецька область), Герой України.
Сергій Слюсар працює забійником на шахті «Північна» з 2003 року. Він — спадковий шахтар, його дід і батько також були гірниками.
19 липня 2012 року Сергій Слюсар видобув 141 тонну вугілля, виконавши план на 3294 %, що більше на 39 тонн або на 40 % ніж досягнення О. Стаханова. 20 серпня 2013 року, напередодні  Дня шахтаря, Сергій Слюсар встановив черговий виробничий рекорд, здобувши за зміну 202 тонни вугілля, це в 2 рази перевищує досягнення відомого радянського шахтаря Олексія Стаханова, який нарубав за зміну близько 100 тонн вугілля. За нормами видобудку Слюсар виконав свою роботу на 4391%, нарубавши 3 вагони вугілля. У майбутньому він має намір побити рекорд  Миколи Гриньова, який дав за зміну 230 тонн.

## Державні нагороди
- Звання Герой України з врученням ордена Держави (24 серпня 2012) — за самовіддану шахтарську працю, досягнення високих виробничих показників у видобутку вугілля[6]